# Кадікаси
Кадіка́си (рос. Кадикасы, чув. Катькас) — присілок у Чувашії Російської Федерації, у складі Кадікасинського сільського поселення Моргауського району.
Населення — 522 особи (2010; 581 в 2002, 488 в 1979; 539 в 1939, 348 в 1926, 481 в 1897, 323 1858, 516 в 1795).

## Історія
Історичні назви — Другі Кіняри (до 1917 року), Друга Кінярська, Кадіккаси. До 1724 року селяни мали статус ясачних, до 1866 року — державних, займались землеробством, тваринництвом, рибальством, виробництвом коліс. 1885 року відкрито парафіяльну школу. 1928 року утворено колгосп «Колос». До 1920 року присілок перебував у складі Туруновської волості Чебоксарського повіту, потім Сюндирської волості Козьмодемьянського, до 1927 року — Чебоксарського повіту. 1927 року присілок переданий до складу Татаркасинського району, 1939 року — до складу Сундирського, 1962 року — до складу Чебоксарського, 1964 року — до складу Моргауського району.

## Господарство
У присілку діють птахофабрика «Моргауська», школа, дитячий садок, кабінет лікаря загальної практики, бібліотека, 2 магазини.